# Rāmjībanpur
Rāmjībanpur är en ort i Indien.   Den ligger i distriktet Paschim Medinipur och delstaten Västbengalen, i den östra delen av landet, 1 200 km sydost om huvudstaden New Delhi. Rāmjībanpur ligger 29 meter över havet och antalet invånare är 18 318.
Terrängen runt Rāmjībanpur är mycket platt. Runt Rāmjībanpur är det tätbefolkat, med 570 invånare per kvadratkilometer. Närmaste större samhälle är Arāmbāgh, 18,9 km öster om Rāmjībanpur. Trakten runt Rāmjībanpur består till största delen av jordbruksmark.